# Бест, Ив
Э́мили «Ив» Бест (англ. Emily «Eve» Best; 31 июля 1971, Лондон, Англия, Великобритания) — английская актриса. Наиболее известна ролями доктора Элеанор О’Хара из телесериала «Сестра Джеки» (2009—2012), Уоллис Симпсон из фильма «Король говорит!» (2010), Долли Мэдисон из документального телесериала «Американский опыт» (2011) и Рейнис Таргариен из телесериала «Дом Дракона» (с 2022 года).   

## Фильмография
| Год          |   | Русское название             | Оригинальное название             | Роль                  |
| ------------ | - | ---------------------------- | --------------------------------- | --------------------- |
| 2023         | ф | Какой прекрасный день        | Such a Lovely Day                 | Энни                  |
| 2023—2023    | с | Мэриленд                     | Maryland                          | Розалин               |
| 2022 — н. в. | с | Дом Дракона                  | House of the Dragon               | Рейнис Таргариен      |
| 2021—2022    | с | Судьба: Сага Винкс           | Fate: The Winx Saga               | Фара Даулинг          |
| 2017         | ф | Женщина, не стоящая внимания | A woman of no importance          | Миссис Арбутнот       |
| 2016—2023    | с | Корона                       | The Crown                         | Кэрол Миддлтон        |
| 2016—2018    | с | Счастливчик                  | Lucky Man                         | Анна Клейтон          |
| 2015—2015    | с | Жизнь в квадратах            | Life in squares                   | Ванесса Белл          |
| 2014—2014    | с | Новые миры                   | New worlds                        | Анжелика              |
| 2014—2014    | с | Благородная женщина          | The Honorable Women               | Моника Чатвин         |
| 2013         | ф | Кого ты любишь               | En du elsker                      | Кейт                  |
| 2013         | ф | Челленджер                   | The Challenger                    | Салли Райд            |
| 2012         | ф | Много шума из ничего         | Much Ado about nothing            | Беатрис               |
| 2011—2012    | с | Всю ночь напролет            | Up all night                      | Ивонн Инканто         |
| 2011—2011    | с | Граница тени                 | The shadow line                   | Петра                 |
| 2011—2011    | с | Американский опыт            | American Experience               | Долли Мэдисон         |
| 2010         | ф | Король говорит!              | The King's Speech                 | Уоллис Симпсон        |
| 2009—2015    | с | Сестра Джеки                 | Nurse Jackie                      | Доктор Элеанор О'Хара |
| 2006—2006    | с | Главный подозреваемый 7      | Prime suspect                     | Линда Филипс          |
| 2006—2006    | с | Знаки жизни                  | Viral signs                       | Сара                  |
| 2004         | ф | Спи со мной                  | Lie with me                       | Розалин Тайлер        |
| 2002         | ф | Затерянные в Антарктиде      | Shackleon                         | Элеанор Шеклеон       |
| 2001—2007    | с | Инспектор Линли расследует   | The inspector Lynley investigates | Аманда Гибсон         |
| 2001—2001    | с | Затерянные в Антарктиде      | The infinite world's              | Эллен                 |
| 2000—2011    | с | Воскрешая мертвых            | Waking the Dead                   | Наташа Блум           |

## Ранние годы и образование
Ив Бест росла в районе Ладброк-Гроув в западной части Лондона. После окончания школы Ив поступила в колледж, где изучала английскую литературу. Однако её страсть к актёрству не угасла, и после университета она поступила в престижную Королевскую академию драматического искусства (RADA), где получила профессиональное театральное образование. Уже во время обучения в академии, Эмили взяла имя своей бабушки Ив, потому что в регистре актёров уже была актриса — Эмили Бест.

## Театральная карьера
После окончания RADA Ив Бест начала свою театральную карьеру. Её дебют на профессиональной сцене состоялся в 1999 году в постановке "Тартюф" в Национальном театре. 
Бест получила признание критиков за роли в классических пьесах, таких как "Гедда Габлер" (роль Гедды) и "Антоний и Клеопатра" (роль Клеопатры). Она также играла в пьесах "Леди Макбет" и "Кошка на раскалённой крыше". За свою роль в последней постановке Ив Бест была номинирована на премию "Тони" в 2008 году.

## Кино и телевидение
На телевидении Ив Бест стала широко известна благодаря роли доктора Элеонор О’Хары в сериале "Сестра Джеки" (Nurse Jackie), который выходил на канале Showtime с 2009 по 2015 годы. Её персонаж был лучшей подругой и коллегой главной героини, сыгранной Эди Фалко. Эта роль принесла ей международное признание.
В 2022 году Ив исполнила роль принцессы Рейнис Таргариен в сериале "Дом Дракона" (House of the Dragon), который является приквелом к "Игре престолов". 

## Режиссерская карьера
Помимо актёрской карьеры, Ив Бест также проявила себя как талантливый режиссёр. В 2011 году она дебютировала как режиссёр с постановкой "Макбет" в театре Шекспира "Глобус". Эта постановка получила положительные отзывы критиков.